# テル・テイル・サインズ
『テル・テイル・サインズ』（英: The Bootleg Series Vol. 8 – Tell Tale Signs: Rare and Unreleased 1989–2006）は、2008年にリリースされたボブ・ディランのコンピレーション・アルバム。1989年のアルバム『オー・マーシー』から2006年の『モダン・タイムズ』までの、アウトテイクや未発表曲・未発表ライブを集めて収録している。海賊盤などでしか聴けない未発表音源を公式盤として収録する『ブートレッグ・シリーズ第8集』として発表された。
ビルボード200ではチャート最高6位、全英アルバム・チャートで9位、日本のオリコンで49位を記録した。
1枚組、2枚組、3枚組でリリースされた。通常2CD。1CDは、2CDのDisc1。ボーナス・ディスク追加の3CDのデラックス・エディションや4LP盤、7 "シングルが付属するエディションなどがリリースされている。

## 収録曲
特記なき楽曲は、作詞・作曲: ボブ・ディラン

### Disc 1
1. ミシシッピ - Mississippi – 6:04
『タイム・アウト・オブ・マインド』未発表
2. モスト・オブ・ザ・タイム - Most of the Time – 3:46
『オー・マーシー』別テイク
3. ディグニティ - Dignity – 2:09
『オー・マーシー』ピアノ・デモ
4. サムデイ･ベイビー - Someday Baby – 5:56
『モダン・タイムズ』別テイク
5. レッド･リヴァー･ショア - Red River Shore – 7:36
『タイム・アウト・オブ・マインド』未発表
6. テル･オール･ビル - Tell Ol' Bill – 5:31
映画『スタンドアップ』（2005年）サウンドトラック、別テイク
7. ボーン･イン･タイム - Born in Time – 4:10
『オー・マーシー』未発表
8. キャント･ウェイト - Can't Wait – 5:45
『タイム・アウト・オブ・マインド』別テイク
9. エヴリシング・イズ・ブロークン - Everything Is Broken – 3:27
『オー・マーシー』別テイク
10. ドリーミン･オブ･ユー - Dreamin' of You – 6:23
『タイム・アウト・オブ・マインド』未発表
11. ハックス･チューン - Huck's Tune – 4:09
映画『ラッキー・ユー』（2007年）サウンドトラック
12. マーチン･トゥ･ザ･シティ - Marchin' to the City – 6:36
『タイム・アウト・オブ・マインド』未発表
13. ハイ・ウォーター（フォー・チャーリー・パットン） - High Water (For Charley Patton) – 6:40
2003年8月23日カナダ・オンタリオ州ナイアガラ・フォールズ、ライブ

### Disc 2
1. ミシシッピ - Mississippi – 6:24
『タイム・アウト・オブ・マインド』未発表別ヴァージョン#2
2. 32−20ブルース - 32-20 Blues – 4:22
  - 作詞・作曲: ロバート・ジョンソン

『奇妙な世界に』未発表
3. シリーズ・オブ・ドリームズ - Series of Dreams – 6:27
『オー・マーシー』未発表
4. ゴッド・ノウズ - God Knows – 3:12
『オー・マーシー』未発表
5. キャント・エスケイプ・フロム・ユー - Can't Escape from You – 5:22
2005年12月レコーディング、未発表
6. ディグニティ - Dignity – 5:25
『オー・マーシー』未発表
7. 鐘を鳴らせ - Ring Them Bells – 4:59
1993年11月17日ニューヨーク、サパー・クラブ、ライブ
8. コカイン・ブルース - Cocaine Blues – 5:30
1997年8月24日バージニア州ウィーン、ライブ
9. エイント・トーキン - Ain't Talkin' – 6:13
『モダン・タイムズ』別テイク
10. ザ・ガール・オン・ザ・グリーンブライアー・ショア - The Girl on the Greenbriar Shore – 2:51
1992年6月30日フランス・ダンケルク、ライブ
11. ロンサム・デイ・ブルース - Lonesome Day Blues – 7:37
2002年2月1日フロリダ州サンライズ、ライブ
12. ミス・ザ・ミシシッピ - Miss the Mississippi – 3:20
1992年、未発表
13. ザ・ロンサム・リヴァー - The Lonesome River – 3:04
ラルフ・スタンリー（Ralph Stanley）との共演、Clinch Mountain Country（1998年）収録
14. クロス・ザ・グリーン・マウンテン - 'Cross the Green Mountain – 8:15
映画『ゴッド＆ジェネラル～伝説の猛将』（2003年）サウンドトラック

### デラックス・エディション
オフィシャル・ボブ・ディラン・ウェブサイトでは、150ページのブックレットにボーナス・ディスクが付属するデラックス・エディションを発売。予約者には7"シングルが特典として付けられた。さらに先着5,000名に Theme Time Radio Hour のポスターが送られた。

#### ボーナス・ディスク
1. Duncan & Brady – 3:47
1992年、未発表
2. Cold Irons Bound – 5:57
2004年、ボナルー・ミュージック・フェスティバル 、ライブ
3. Mississippi – 6:24
『タイム・アウト・オブ・マインド』未発表別テイク#3
4. Most of the Time – 5:10
『オー・マーシー』別テイク#2
5. Ring Them Bells – 3:18
『オー・マーシー』別テイク
6. Things Have Changed – 5:32
2000年6月オレゴン州ポートランド、ライブ
7. Red River Shore – 7:08
『タイム・アウト・オブ・マインド』未発表別テイク#2
8. Born in Time – 4:19
『オー・マーシー』未発表バージョン#2
9. Tryin' to Get to Heaven – 5:10
2000年10月5日ロンドン、ライブ
10. Marchin' to the City – 3:39
『タイム・アウト・オブ・マインド』未発表別テイク#2
11. Can't Wait – 7:24
『タイム・アウト・オブ・マインド』未発表別テイク#2
12. Mary and the Soldier – 4:23
『奇妙な世界に』未発表

#### 7"シングル
1. Dreamin' of You – 3:34 (Single Edit)
『タイム・アウト・オブ・マインド』未発表
2. Ring Them Bells – 3:18
『オー・マーシー』別テイク

## リリース
日本
3枚組デラックス・エディションは、パッケージを輸入し日本プレスCDで制作される予定だったが、本国からの供給が困難となったため発売ができなくなり、同時に1CDも発売中止となった
| 日付                    | レーベル | フォーマット | カタログ番号          | 付記                               |
| ----------------------- | -------- | ------------ | --------------------- | ---------------------------------- |
| 2008年10月22日 発売延期 | ソニー   | 3CD          | SICP-1990・1991・1992 | スーパー・デラックス・エディション |
| 2008年10月22日          | ソニー   | 2CD          | SICP-1993・1994       | 三方背BOX、60Pブックレット         |